# São Sebastião do Uatumã
São Sebastião do Uatumã è un comune del Brasile nello Stato dell'Amazonas, parte della mesoregione di Centro Amazonense e della microregione di Parintins.